# وليام روبرت هاي
السير وليام روبرت هاي (16 ديسمبر 1893-3 أبريل 1962) أو كما معروف روبرت هاي، هو ضابط وإداري بالجيش الهندي البريطاني في الهند البريطانية، شغل منصب المفوض الرئيسي لبلوشستان خلال الحقبة الاستعمارية.

## حياة مهنية
تلقى هاي تعليمه في برادفيلد وجامعة أكسفورد، كُلف في فوج دورستشاير عام 1914، وخدم أثناء الحرب العالمية الأولى في حملة بلاد الرافدين، وانتقل إلى الجيش الهندي وألتحق بالفرقة الرابعة والعشرين، وعُيِّن قائداً لها في 30 أكتوبر 1916. وترقى إلى رتبة ملازم عام 1918. تم إعارته إلى وزارة الخارجية والسياسية في مايو 1920 وعُين في مايو 1924. كان الوكيل السياسي في جنوب وزيرستان 1924-1928، ومساعد المفوض في مردان 1928-1931، والوكيل السياسي في مالاكاند 1931-1933، وكان مقيمًا في وزيرستان 1940-1941، ومقيمًا في الخليج العربي 1941-1942، والمفوض القضائي للإيرادات في بلوشستان 1942-1943، ووكيلًا للحاكم العام والمقيم والمفوض الأول في بلوشستان 1943-1946. ومقيمًا سياسيًا في الخليج العربي من عام 1946 إلى عام 1953 حتى تقاعد من الخدمة وعاد إلى إنجلترا.

## مؤلفاته
- عامان في كردستان: تجارب موظف سياسي 1918-1920، سيدجويك وجاكسون، لندن، 1921.